# ميلود حميدة
ميلود حميدة (مواليد 1980) شاعر وناقد ومترجم جزائري، ولد في الجلفة.

## من إصداراته
1. «أوراق لاتينية- انطباعات حول الأدب اللاتيني المعاصر» دار ميم للنشر.[2]
2. " viento de soledad" مجموعة شعرية باللغة الإسبانية - عن دار ليناخي اديتوريا - المكسيك.[2]
3. " Si se pudiera" ترجمة شعرية - رومانيا.[2]

## نشاطات
1. حائز على جائزة رئيس الجمهورية في الرواية 2010 [3]
2. عضو جمعية دير الشعر الإسبانية[4]
3. عضو نادي «نيون» البيروفي للشعر الحديث في البيرو وأول جزائري تستضيفه الأنتولوجيا الإسبانية الأمريكية 6 - 9 [2]